# 10877 Цзяннань Тяньчі
10877 Цзяннань Тяньчі (10877 Jiangnan Tianchi) — астероїд головного поясу, відкритий 16 жовтня 1996 року.
Тіссеранів параметр щодо Юпітера — 3,345.